# 钟马田
钟马田（David Martyn Lloyd-Jones，1899年12月20日—1981年3月1日）是一位威尔士新教牧师、醫師，20世纪英国福音派运动领袖。他曾担任伦敦威斯敏斯特礼拜堂牧师近30年之久。钟马田强烈反对流行于许多基督教教派的自由主义神学，将其视为异端。他也不同意广派教会（broad church）方式，鼓励福音派基督徒（特别是圣公会教徒）离开现有的宗派。他认为真正的基督徒团契只可能存在于共同信仰者之中。